# Кангирсук
Кангирсук (англ. Kangirsuk, фр. Kangirsuk, инуктитут ᑲᖏᕐᓱᖅ) — инуитская «северная деревня» в округе Кативик, район Нунавик, регион Север Квебека, провинция Квебек, Канада.

## География, транспорт, климат, этимология

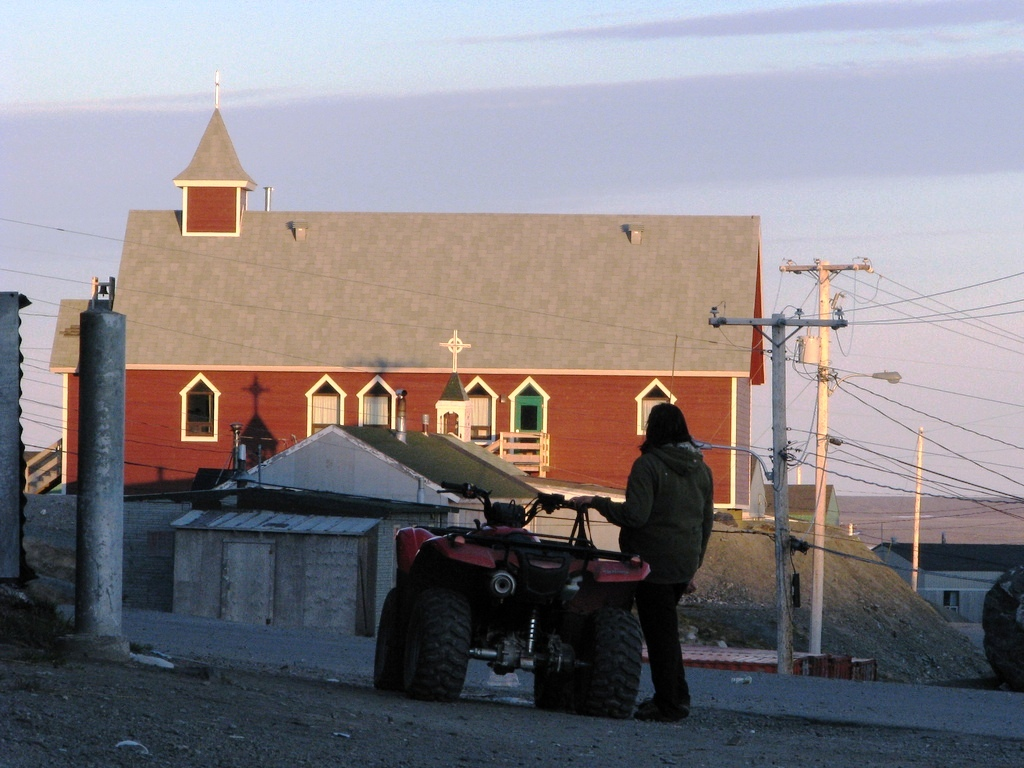
Церковь

Кангирсук расположен на западном берегу залива Унгава в устье реки Арно. Официальная площадь города составляет 59,71 км² (из них 5,14 км² занимают открытые водные пространства), но фактически население деревни живёт гораздо компактнее, так как по переписи 2011 года здесь проживали всего 549 человек. Жилую часть деревни с севера окружают холмы высотой до 160 метров.
Жители деревни занимаются сбором мидий, ловлей распространённых здесь арктического гольца и озёрной форели. На озёрах, расположенных вблизи деревни, в больших количествах гнездятся обыкновенные гаги.
Автомобильных дорог до деревни не проложено, связь с «большой землёй» осуществляется при помощи аэропорта (одна гравийная полоса длиной 1073 метра, в 2010 году обработано 1954 операции взлёт-посадка), несколько недель в конце лета также возможна водная навигация.
В среднем за год на деревню выпадает 380 мм дождя, самый влажный месяц — август (57 мм), самый сухой — апрель (17 мм).
На языке местных эскимосов название деревни означает «Залив».

## История
Археолог Томас Ли, проводивший изыскания на территории деревни в 1964 году, сообщил, что в XI веке эти места посещали викинги. Он обнаружил остатки «длинного дома», построенного ими, а в 25 километрах от деревни — монумент викингов, который он назвал «Молот Тора».
Постоянное поселение на месте будущей деревни появилось в 1921 году — это был торговый пост, основанный компанией Revillon Frères. Селение получило название Пэйн-Ривер в честь Фрэнка Ф. Пэйна, одного из первых исследователей региона в 1885—1886 годах. В 1925 году факторию выкупила Компания Гудзонова залива. Местные эскимосы постоянного поселения здесь не образовывали, довольствуясь летними стоянками. К 1945 году пост был известен под названием Пэйн-Бей. В 1959 году в селении открылась школа, и после этого инуиты наконец-то начали селиться здесь постоянно. К 1961 году Правительство Канады обеспечило для местных жителей медицинское и социальное обслуживание, возвело дома. В том же году правительство Квебека приняло решение о переименовании некоторых населённых пунктов региона на французский манер: так деревня стала называться Франсис-Бабель в честь священника Луи Бабеля (1826—1912). Однако это название не прижилось, и уже в следующем году деревня стала называться Беллин в честь французского географа-гидрографа Жака-Николя Беллина (1703—1772). В 1965 году в поселении заработала церковь англиканской миссии, в следующем году открылся универсальный магазин. В 1980 году деревня вновь сменила название, теперь она стала называться на языке местных эскимосов: Кангиксук. 17 января 1981 года поселение было инкорпорировано со статусом «северная деревня». В 1982 году в имени деревни была обнаружена неточность, и она получила уточнённое название — Кангирсук.

## Демография
Население деревни:
- 1991 год — 351 человек
- 1996 год — 394 человека
- 2001 год — 436 человек[7]
- 2006 год — 466 человек[7]

Согласно переписи 2011 года в Кангирсуке проживали 549 человек, что на 17,8 % больше, чем пять лет назад, было 163 дома. Около 255 человек были младше 20 лет, старше 65 — около 20. Средний возраст жителя деревни составлял 21,5 лет.

По оценкам 2015 года в Кангирсуке живут 608 человек.